# Luis de Pablo Costales
Luis de Pablo Costales   (Bilbao, 28 de gener de 1930 - Madrid, 10 d'octubre de 2021) fou un compositor basc. Fou un compositor espanyol de la generació que Cristóbal Halffter va anomenar Generación del 51.
Llicenciat en dret, comença els estudis de música amb classes particulars a Madrid i, posteriorment, a París amb Max Deutsch. Fundador d'importants grups de música contemporània (Tiempo y Música, Alea) que donaren a conèixer a Espanya l'actualitat musical del seu moment.
Fou el creador també del primer laboratori de música electroacústica a Espanya. Professor al Real Conservatorio Superior de Madrid, també ha impartit classes en la universitat de Buffalo, a Ottawa, Mont-real, etc. La seva àmplia obra musical comprèn tots els gèneres, des de la música cinematogràfica (ha col·laborat amb Carlos Saura i Víctor Erice a El Espíritu de la Colmena, entre altres) fins a l'òpera amb La señorita Cristina. Va ensenyar composició no només a Espanya, sinó també als Estats Units i al Canadà.
Estava casat amb la pintora Marta Cárdenas.

## Biografia
Luis de Pablo va néixer a Bilbao.2021 Després de perdre el seu pare a la Guerra Civil Espanyola, va anar amb la seva mare i els seus germans a viure a Madrid des dels sis anys. Tot i que va començar a compondre als 12 anys, les seves circumstàncies li van fer impossible plantejar-se una carrera artística, i per això va estudiar dret a la Universidad Complutense de Madrid. Poc temps després de graduar-se el 1952, va treballar com a assessor legal d'Iberia Airlines, però aviat va renunciar a aquest càrrec per dedicar-se a la música. Com a compositor, va ser essencialment un autodidacte. Va viatjar a la Darmstädter Ferienkurse a la 1960, on va conèixer Pierre Boulez, György Ligeti, Bruno Maderna i Karlheinz Stockhausen. A París, va estudiar amb Max Deutsch2021 i Maurice Ohana. La seva participació a la Darmstädter Ferienkurse el 1959 va portar a la interpretació d'algunes de les seves obres sota Boulez i Maderna.
De Pablo i Cristóbal Halffter són considerats membres clau d'un grup anomenat Generación del 51, format per joves compositors en el moment en què van acabar els seus estudis, amb la missió de connectar la música a Espanya amb l'evolució musical d'Europa després de la Guerra Civil. De Pablo va adaptar atonalisme, serialisme, formes aleatòries, ús de electrònica i notació gràfica. El 1958 va cofundar el grup Grupo Nueva Musica, i el 1959, Tiempo y Música. Va organitzar diversos cicles de concerts de música contemporània, com ara el Fòrum Musical i la Bienal de Música Contemporània de Madrid.. Es va preocupar especialment per promoure l'apreciació a Espanya de la Segona Escola Vienesa, publicant traduccions de la biografia de Hans Heinz Stuckenschmidt sobre Arnold Schoenberg el 1961, i textos d'Anton Webern l'any 1963. L'any 1965 va fundar el primer estudi de música electrònica d'Espanya, amb el grup Alea. Va fundar un festival, Rencontres de Pampelune, de música, teatre, cinema i arts l'any 1972. Va ser acusat de donar massa protagonisme a "l'art d'esquerres" pel règim franquista, però també de ser partidari d'aquell règim per ETA. Quan un dels mecenes del festival va ser segrestat per ETA, l'acte es va cancel·lar i De Pablo es va exiliar als Estats Units i al Canadà, tornant només després de la mort de Franco.

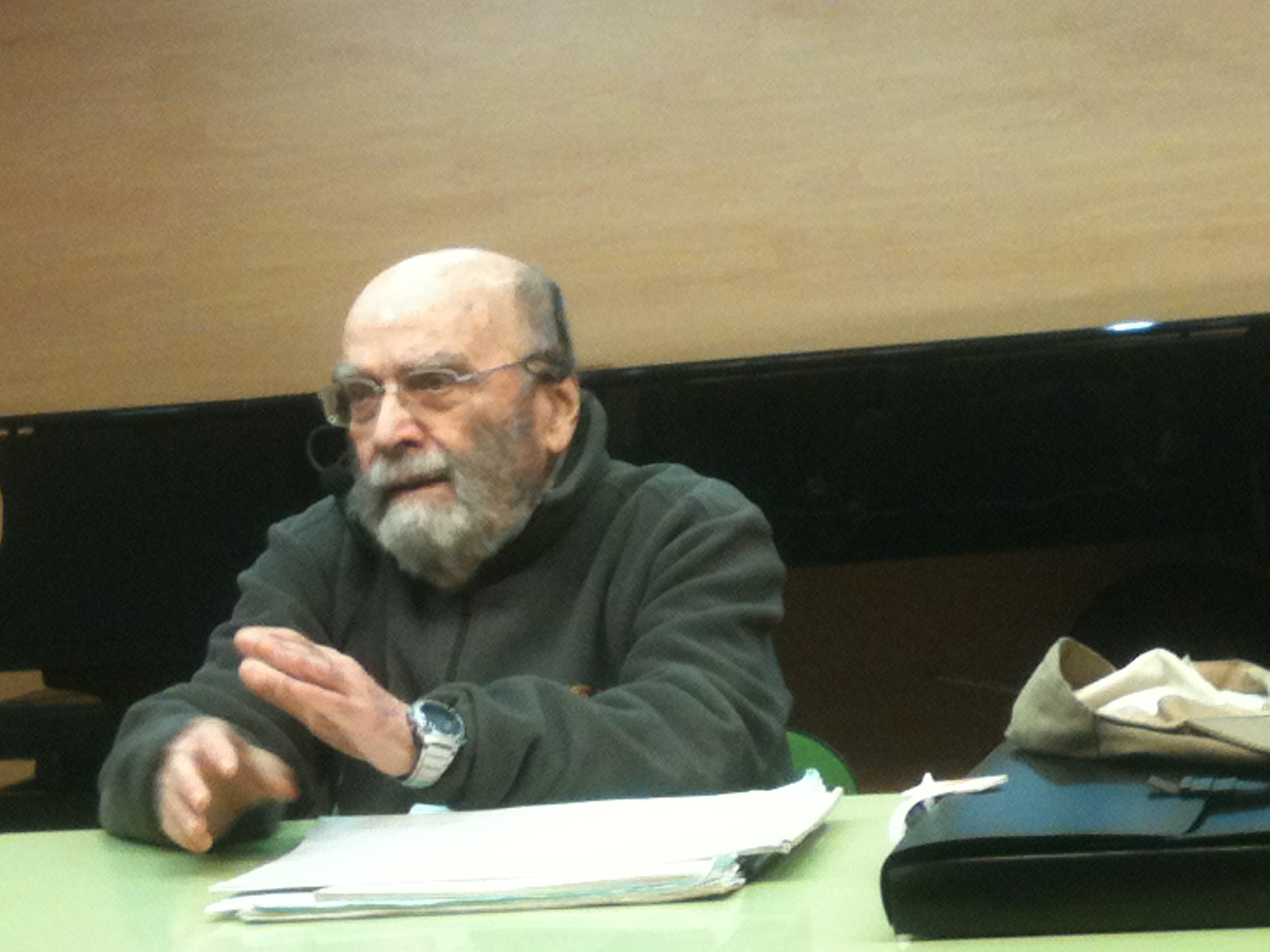
Luis de Pablo in Madrid in 2014

De Pablo va compondre partitures de pel·lícules, col·laborant amb directors com Víctor Erice (El espíritu de la colmena) i Carlos Saura (La caza). La seva òpera Kiu està basada en la farsa Temperatura zero de Alfonso Vallejo. Estrena mundial de la seva òpera La señorita Cristina, basada en una novel·la de Mircea Eliade, amb escenografia de José Hernández, va tenir lloc l'any 2001 al Teatro Real de Madrid.
De Pablo va començar a ensenyar al Conservatori de Madrid l'any 1971. A l'exili, va fer classes a la Universitat de Buffalo, i més tard a la Universitat d'Ottawa i la Universitat de Montreal. Va reprendre la docència a Espanya al seu retorn. De Pablo va rebre el Premi Nacional de Música d'Espanya  de composició l'any 1991, entre molts altres premis.
De Pablo va morir a Madrid el 10 d'octubre de 2021, als 91 anys.

## Obra
Luis de Pablo Costales compta amb més de 143 obres entre les quals es troben:
- 1953 – Gárgolas
- 1954 – Coral eucarístico
- 1954 – Sinfonías
- 1954–66 – Sinfonías
- 1955 – Invenciones
- 1956 – Concierto para clavicémbalo
- 1956 – Misa Pax humilium,
- 1956 – Elegía
- 1956 – Tres Piezas para guitarra
- 1956 – Comentarios a dos
- 1957 – Móvil I
- 1957 – Cinco Invenciones
- 1958 – Sonata para piano
- 1958 – Cuarteto nº 1
- 1959 – Progressus
- 1959–67 – Móvil II
- 1960 – Radial
- 1961 – Glosa
- 1961–62 – Polar
- 1961–62 – Libro para el pianista
- 1962 – Condicionado
- 1962 – Prosodia
- 1962–63 – Tombeau
- 1963 – Recíproco
- 1963 – Cesuras
- 1964 – Escena
- 1964–65 – Módulos I
- 1965 – Ein Wort
- 1965 – Mitología I
- 1965–67 – Módulos IV
- 1965–66 – Iniciativas
- 1966 – Módulos II
- 1967 – Imaginario I
- 1967 – Módulos III
- 1967 – Imaginario II
- 1967 – Módulos V
- 1968 – Protocolo
- 1968 – Paráfrasis
- 1969 – Cuatro Invenciones
- 1969 – Quasi une fantasia
- 1969 – Por diversos motivos

Chamber music
- Anatomías for viola solo, two clarinets, horn, trombone and harp (2005–2007)
- Ex voto for violin and viola (1995)
- Monólogo for viola solo (1990–1992)

' Choral music
- Yo Lo Vi for 12 voices (1970)
- Passio

Orchestral music
- Las Orillas (1990)

Operas
- Kiu (1983)[2]
- El viajero indiscreto (1990)
- La señorita Cristina (2000)

Film music
- La Caza (The Hunt), Carlos Saura (1966)
- El jardín de las delicias (The Garden of Delights), Carlos Saura (1970)
- El Espíritu de la Colmena (The Spirit of the Beehive), Victor Erice (1973)

## Escrits
- Aproximación a una estética de la música contemporánea, a: Los complementarios, Editorial Ciencia Nueva, 1968[11]
- Lo que sabemos de música, Gregorio del Toro, 1968[12]

## Honors
De Pablo va rebre premis com:
- Medalla d'Or al Mèrit en Belles Arts (1986)
- Ordre des Arts et des Lettres (1986)
- Premi Nacional de Música (1991)
- Premi de Cultura de la Comunitat de Madrid (2001)
- Premi de Música Fundació Guerrero (2004)
- Medalla d'Or del Círculo de Bellas Artes (2005)
- es (2009)
- Lleó d'Or a la Biennal de Venècia (2020)
- Prix Honegger de la Fondation de France
- Prix de Composition Musicale de la Fondation Prince Pierre de Monaco
- Prix de la Fondation Jacinto Guerrero